# Donatian von Reims

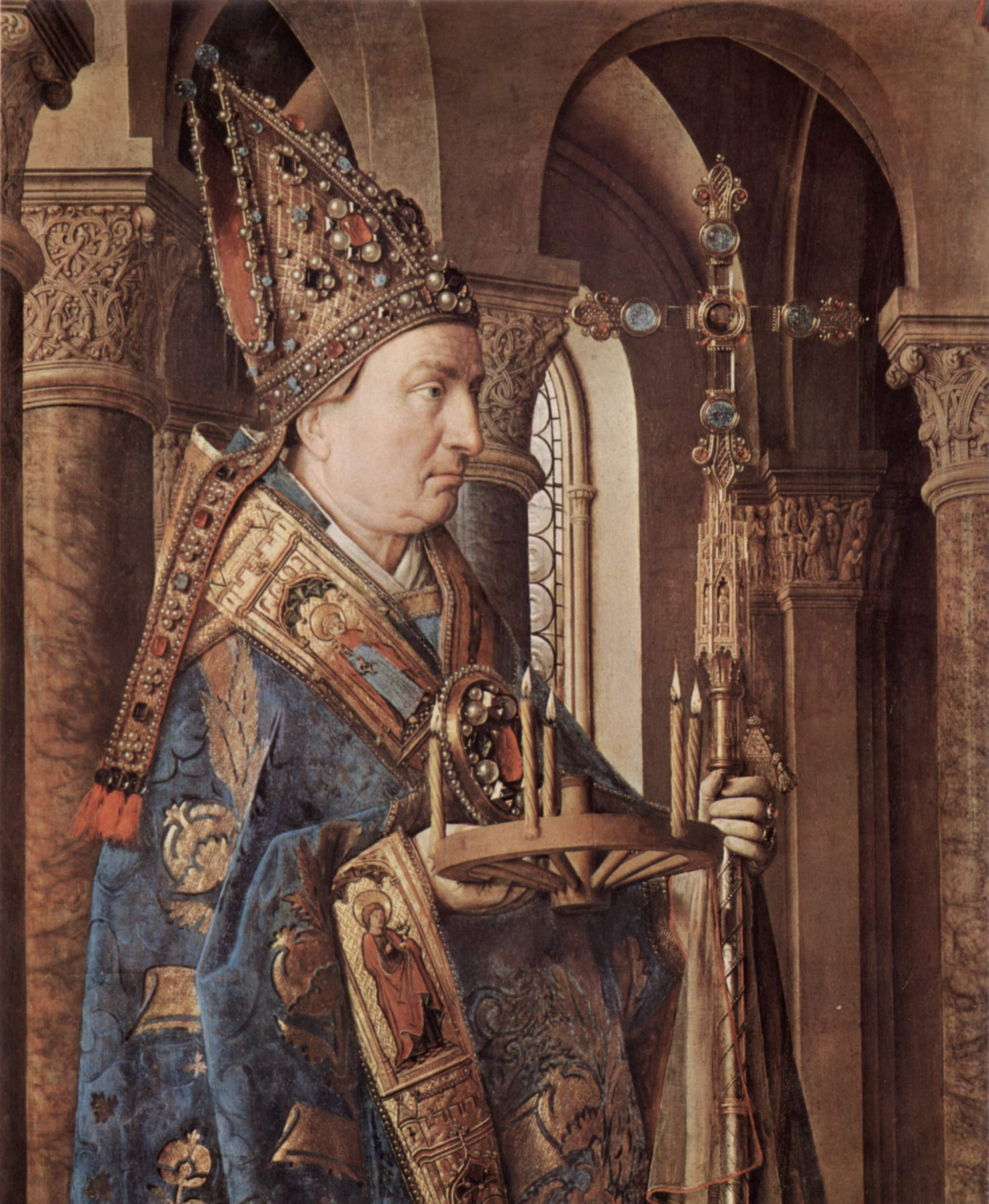
Der heilige Donatian als Bischof von Reims, in der Rechten das Kerzenrad; Ausschnitt aus einem Tafelbild von Jan van Eyck

Der heilige Donatian von Reims, lat. Donatianus, ndl. Sint Donaas (* in unsicher: Rom; † unsicher: 389 in Reims), war im 4. Jahrhundert Bischof von Reims.

## Leben
Außer der Nennung seines Namens in den Bischofslisten von Reims sind alle Nachrichten über Donatian unsicher. Die Legende erzählt, er sei als Kind wegen seines Christusglaubens in den Tiber geworfen worden, Papst Dionysius habe ein hölzernes Rad mit fünf brennenden Kerzen in den Fluss gesetzt und dieses habe die Stelle angezeigt, wo der Knabe gerettet werden konnte. Das Kerzenrad ist das wichtigste ikonografische Attribut Donatians. Später wurde er als Glaubensbote nach Gallien gesandt und schließlich zum Bischof von Reims erhoben. Dort soll er sich durch sein kraftvolles Wirken früh den Ruf der Heiligkeit erworben haben.

## Verehrung in Flandern

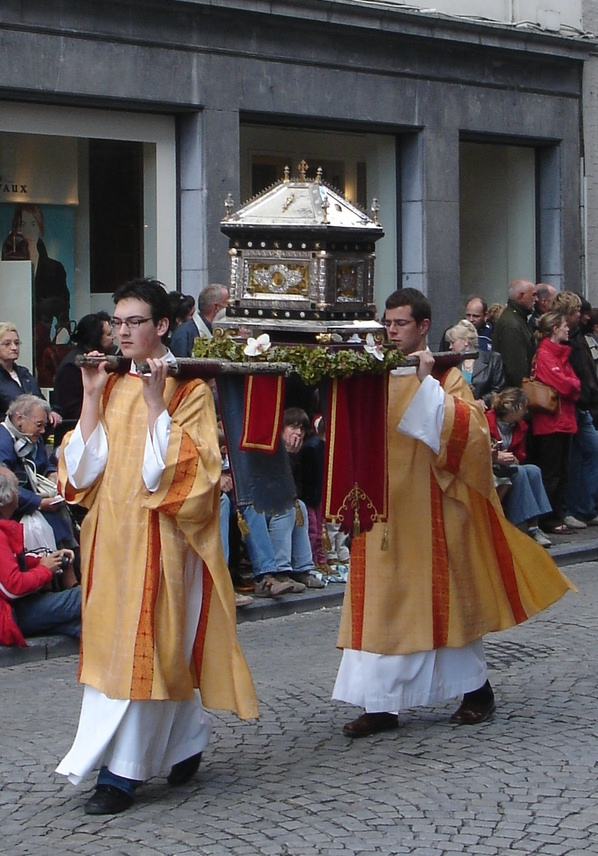
Prozession mit dem Donatianusschrein in Brügge

Die nachweisbare Verehrung des heiligen Donatian begann erst mit der Translation seiner Reliquien nach Brügge. Balduin von Flandern erhielt sie vermutlich im Jahr 863 von Karl dem Kahlen anlässlich seiner Hochzeit mit dessen Tochter und seiner Einsetzung als Graf von Flandern. Er stellte die Reliquien in der alten Brügger Marienkirche aus, die seitdem das Patrozinium des heiligen Donatian führte; seit der Gründung des Bistums Brügge 1559 Sint-Donaaskathedraal. Nach deren Zerstörung kamen sie in die neue Kathedrale St. Salvator, wo sie in einem kostbaren Schrein verehrt werden.